# Friedrich Ferdinand von Beust
Conde Friedrich Ferdinand von Beust (em alemão:  Friedrich Ferdinand Graf von Beust; Dresden, 13 de janeiro de 1809 – Altenberg. 24 de outubro de 1886) foi um estadista alemão e austríaco. Como oponente de Otto von Bismarck, ele tentou concluir uma política comum dos estados centrais alemães entre o Império Austríaco e o Reino da Prússia.

## Biografia
Beust nasceu em Dresden, onde seu pai ocupava um cargo na corte saxônica. Ele era descendente de uma família nobre originária da Marca de Brandemburgo e descendente de Joachim von Beust (1522–1597). Depois de estudar em Leipzig e Göttingen, ele ingressou no serviço público saxão. 

### Carreira política
Sua carreira política inicial foi como diplomata e político na Saxônia. Em 1836 foi nomeado secretário da legação em Berlim e, posteriormente, ocupou cargos em Paris, Munique e Londres. 
Em março de 1848, ele foi convocado para Dresden para assumir o cargo de ministro das Relações Exteriores, mas, em consequência da eclosão da revolução, não foi nomeado. Em maio, ele foi nomeado enviado da Saxônia em Berlim e, em fevereiro de 1849, foi novamente convocado para Dresden, e desta vez nomeado ministro de Estado e das Relações Exteriores. Ele ocupou esse cargo até 1866, quando foi convocado por Francisco José I para a Corte Imperial da Áustria. 
Além disso, ele ocupou o ministério da educação e culto público de 1849 a 1853, e o de assuntos internos em 1853, e no mesmo ano foi nomeado ministro-presidente. No entanto, desde o momento em que entrou para o ministério, ele foi o principal membro do mesmo e foi o principal responsável pelos eventos de 1849. Seguindo seu conselho, o rei rejeitou a constituição alemã proclamada pelo Parlamento de Frankfurt. Isso levou a surtos revolucionários em Dresden. Os motins foram reprimidos após quatro dias de combates pelas tropas prussianas, cuja assistência Beust havia solicitado. 

### Assuntos de Estado

#### Saxônia 1849–1866
Beust também teve a responsabilidade principal de governar o país depois que a ordem foi restaurada, e foi ele o autor do chamado golpe de estado de junho de 1850, pelo qual a nova constituição foi derrubada. O vigor que demonstrou na repressão de toda a resistência ao governo, especialmente a da universidade, e na reorganização da polícia, fez dele um dos homens mais impopulares entre os liberais, e seu nome tornou-se sinônimo da pior forma de reação, mas não está claro que os ataques a ele fossem justificados. 
Depois disso, ele se ocupou principalmente com assuntos estrangeiros e logo se tornou uma das figuras mais notáveis da política alemã. Ele era o líder do partido que esperava manter a independência dos estados menores e era opositor de todas as tentativas da Prússia de atraí-los para uma união separada. Em 1849-1850, ele foi obrigado a trazer a Saxônia para a "união dos três reis" da Prússia, Hanôver e Saxônia, mas teve o cuidado de manter aberta uma brecha para a retirada, da qual ele rapidamente se aproveitou. Na crise da União de Erfurt, a Saxônia estava do lado da Áustria e apoiou a restauração da dieta da Confederação Germânica. 
Em 1854, ele participou das conferências de Bamberg, nas quais os estados alemães menores reivindicaram o direito de direcionar sua própria política independentemente da Áustria ou da Prússia, e foi o principal defensor da ideia do Trias, ou seja, que os estados menores deveriam formar uma união mais estreita entre si contra a preponderância das grandes monarquias. Em 1863, ele se apresentou como um fervoroso defensor das reivindicações do príncipe de Augustenburg sobre Schleswig-Holstein. Ele foi o líder do partido na dieta alemã que se recusou a reconhecer a solução da questão dinamarquesa efetuada em 1852 pelo Tratado de Londres, e em 1864 foi nomeado representante da dieta na conferência de paz em Londres. 
Ele foi, portanto, lançado em oposição à política de Bismarck e foi exposto a ataques violentos na imprensa prussiana como um particularista, ou seja, um defensor da independência dos estados menores. Já após a Segunda Guerra de Schleswig, a expulsão das tropas saxônicas de Rendsburg quase levou a um conflito com Berlim. Com a eclosão da Guerra Austro-Prussiana em 1866, Beust acompanhou o Rei João da Saxônia em sua fuga para Praga e de lá para Viena, onde foram recebidos pelo Imperador aliado Franz Joseph com as notícias de Königgrätz. Beust empreendeu uma missão em Paris para obter ajuda de Napoleão III. Quando os termos da paz foram discutidos, ele renunciou, pois Bismarck se recusou a negociar com ele. 

#### Áustria 1866–1871
Após a vitória da Prússia, não havia mais nenhum cargo para Beust na emergente Pequena Alemanha, e sua carreira pública parecia encerrada, mas ele recebeu inesperadamente um convite de Franz Joseph para se tornar seu ministro das Relações Exteriores. Foi uma decisão ousada, pois Beust não era apenas um estranho na Áustria, mas também um protestante. Ele se lançou em sua nova posição com grande energia. Apesar da oposição dos eslavos que previram que “o dualismo levaria a Áustria à queda, as negociações com a Hungria foram retomadas e rapidamente concluídas por Beust. 
Impaciente para se vingar de Bismarck por Sadowa, ele persuadiu Francisco José a aceitar as exigências magiares que ele havia rejeitado até então. [...] Beust iludiu-se pensando que poderia reconstruir tanto a [Federação Germânica] quanto o Sacro Império Romano e negociou o Ausgleich como uma preliminar necessária para a revanche na Prússia. [...] Como um compromisso com a Hungria para fins de revanche sobre a Prússia, o Ausgleich não poderia ser outra coisa senão uma rendição à oligarquia magiar." 
Quando surgiram dificuldades, ele próprio foi a Budapeste e agiu diretamente com os líderes húngaros. A revanche desejada por Beusts contra a Prússia não se materializou porque, em 1870, o primeiro-ministro húngaro Gyula Andrássy foi "vigorosamente oposto". 
Em 1867, ele também ocupou o cargo de ministro-presidente austríaco e executou as medidas pelas quais o governo parlamentar foi restaurado. Ele também conduziu as negociações com o Papa sobre a revogação da concordata e, nessa questão, também fez muito por meio de uma política liberal para aliviar a Áustria da pressão de instituições que haviam restringido o desenvolvimento do país. Em 1868, após renunciar ao cargo de ministro-presidente, foi nomeado chanceler do império (Reichskanzler),  e recebeu o título de conde (Graf). Isso era incomum, e ele foi o único estadista a receber o título de Chanceler entre Metternich (1848) e Karl Renner (1918) (ver Österreich-Lexikon ). Sua conduta em assuntos estrangeiros, especialmente no que diz respeito aos Estados Balcânicos e Creta, manteve com sucesso a posição do Império. Em 1869, ele acompanhou o Imperador em sua expedição ao Oriente. Ele ainda estava, até certo ponto, influenciado pelo sentimento antiprussiano que trouxera da Saxônia. 
Ele manteve um entendimento próximo com a França, e não há dúvidas de que ele teria acolhido com satisfação uma oportunidade, em sua nova posição, de outra luta com seu antigo rival Bismarck. Em 1867, no entanto, ele ajudou a dar um fim pacífico à Crise de Luxemburgo. Em 1870, ele não disfarçou sua simpatia pela França. O fracasso de todas as tentativas de provocar uma intervenção das potências, somado à ação da Rússia em denunciar o Tratado de Frankfurt, foi a ocasião para sua célebre declaração de que não conseguiria encontrar a Europa em lugar nenhum. Após o fim da guerra, ele aceitou completamente a nova organização da Alemanha. 
Já em dezembro de 1870, ele iniciou uma correspondência com Bismarck com o objetivo de estabelecer um bom entendimento com a Alemanha. Bismarck aceitou os seus avanços com entusiasmo, e a nova entente, que Beust anunciou às delegações austro-húngaras em julho de 1871, foi selada em agosto por um encontro amigável dos dois velhos rivais e inimigos em Gastein. 
Em 1871, Beust interferiu no último momento, junto com Andrassy, para impedir que o imperador aceitasse os planos federalistas pró-tchecos de Hohenwart. Ele obteve sucesso, mas ao mesmo tempo foi demitido do cargo. A causa precisa disso não é conhecida e nenhuma razão lhe foi dada. 

### Carreira diplomática posterior (1871–1882)
A seu pedido, foi nomeado embaixador austríaco em Londres; em 1878 foi transferido para Paris; em 1882 aposentou-se da vida pública. 

## Morte
Ele morreu em sua vila em Altenberg, perto de Viena, em 24 de outubro de 1886, deixando dois filhos, ambos os quais ingressaram no serviço diplomático austríaco. Sua esposa sobreviveu a ele apenas algumas semanas. Seu irmão mais velho, Friedrich Konstantin von Beust (1806–1891), que estava à frente do departamento saxão de minas, foi autor de várias obras sobre mineração e geologia, um assunto em que outros membros da família se destacaram. 

## Legado
Beust tinha grandes dons sociais e qualidades pessoais; ele se orgulhava de sua proficiência nas artes mais leves de compor valsas e vers de société. Foi mais vaidade do que rancor que o fez ficar feliz em aparecer, mesmo anos mais tarde, como o grande oponente de Bismarck. Se ele se importava demais com a popularidade e era muito sensível à negligência, o ditado atribuído a Bismarck, de que se sua vaidade fosse tirada, não sobraria nada, é muito injusto. Ele tendia a olhar mais para a forma do que para a substância e atribuía demasiada importância à vitória verbal de um despacho bem escrito; mas quando lhe foi dada a oportunidade, demonstrou qualidades superiores. 
Na crise de 1849, ele demonstrou considerável coragem e nunca perdeu o julgamento, mesmo em perigo pessoal. Se ele foi derrotado em sua política alemã, é preciso lembrar que Bismarck tinha todas as cartas boas, e em 1866 a Saxônia foi o único dos estados menores que entrou na guerra com um exército devidamente equipado e pronto no momento. Que ele não era um mero reacionário, todo o curso de seu governo na Saxônia, e ainda mais na Áustria, mostra. Sua política austríaca foi muito criticada, sob o argumento de que, ao estabelecer o sistema de dualismo, ele deu muito à Hungria e não entendeu realmente os assuntos multinacionais austríacos; e a crise austro-húngara durante os primeiros anos do século XX deu força a essa visão. No entanto, permanece o facto de que, numa luta de extraordinária dificuldade, ele levou a uma conclusão bem-sucedida, uma política que, mesmo que não fosse a melhor imaginável, era possivelmente a melhor atingível nas circunstâncias vistas de uma perspectiva contemporânea durante aquela crise fatal do pré-guerra. 

## Obras
Beust foi o autor de reminiscências: 
- Aus drei Viertel-Jahrhunderten (2 vols, Stuttgart, 1887; tradução para o inglês editada pelo Barão H. de Worms)
- Ele também escreveu uma obra mais curta, Erinnerungen zu Erinnerungen (Leipzig, 1881), em resposta aos ataques feitos a ele por seu ex-colega, Herr v. Frieseri, em suas reminiscências.

## Descendentes
Seu descendente mais famoso é Ole von Beust (nascido em 13 de abril de 1955, em Hamburgo, Alemanha), que foi primeiro prefeito da cidade-estado de Hamburgo de 2001 a 2010, servindo também como presidente do Bundesrat entre 2007 e 2008. 

## Honras e condecorações
Recebeu as seguintes ordens e condecorações: 
- Império Austríaco:[9]
  - Grã-Cruz da Ordem Imperial de Leopoldo, 1850
  - Grã-Cruz da Real Ordem Húngara de Santo Estêvão, 1852; com Colar, 1866
  - Chanceler da Ordem Militar de Maria Teresa
- Grão-Ducado da Toscana: Grã-Cruz da Ordem de São José
- Ducado de Módena e Régio: Grã-Cruz da Ordem da Águia de Este
- Reino da Baviera:[10]
  - Grã-Cruz da Ordem do Mérito da Coroa da Baviera, 1851
  - Cavaleiro da Ordem de São Huberto, 1868
- Reino da Saxônia:
  - Cavaleirio da Ordem da Coroa de Arruda, 1856[11]
  - Grã-Cruz da Ordem do Mérito Civil
- Segundo Império Mexicano: Grã-Cruz da Ordem da Águia Mexicana
- Reino da Prússia:
  - Cavaleiro de Honra da Ordem Joanita, 18 de janeiro de 1839[12]
  - Cavaleiro da Ordem da Águia Negra, 7 de setembro de 1871[12]
  - Grã-Cruz da Ordem da Águia Vermelha
- Império Russo: Cavaleiro da Ordem Imperial de Santo Alexandre Nevsky, em Diamantes
- Segundo Império Francês: Grã-Cruz da Ordem da Legião de Honra, em Diamantes
- Reino da Itália:
  - Cavaleiro da Ordem Suprema da Santíssima Anunciação, 2 de dezembro de 1869[13]
  - Grã-Cruz da Ordem dos Santos Maurício e Lázaro
- Império Otomano:
  - Ordem de Osmanieh, 1ª Classe em Diamantes
  - Ordem do Medjidie, 1ª Classe
- Beilhique de Tunes: Grande Cordão da Ordem da Glória
- Espanha: Grã-Cruz da Ordem de Carlos III, 4 de maio de 1852[14]
- Reino de Portugal: Grã-Cruz da Ordem Militar da Torre e Espada, do Valor, Lealdade e Mérito, em Diamantes
- Império do Brasil: Grã-Cruz da Ordem Nacional do Cruzeiro do Sul
- Bélgica: Grande Cordão da Ordem de Leopoldo, 9 de março de 1851[15]
- Países Baixos: Grã-Cruz da Ordem do Leão Neerlandês
- Reino da Grécia: Grã-Cruz da Ordem do Redentor
- Reino de Württemberg: Grã-Cruz da Ordem da Coroa de Württemberg, 1871[16]
- Pérsia: Ordem do Leão e do Sol, 1ª Classe com Grande Faixa
- Reino de Hanôver: Grã-Cruz da Real Ordem Guélfica, 1851[17]
- Grão-Ducado de Hesse: Grã-Cruz da Ordem de Luís, 29 de novembro de 1871[18]
- Eleitorado de Hesse: Cavaleiro da Ordem do Leão de Ouro, 1 de outubro de 1857[19]
- San Marino: Grã-Cruz da Ordem de San Marino
- Ducados Ernestinos: Grã-Cruz da Ordem da Casa Saxe-Ernestina, Janeiro de 1851[20]
- Grão-Ducado de Saxe-Weimar-Eisenach: Grã-Cruz da Ordem do Falcão Branco, 22 de maio de 1851[21]
- Sião: Grã-Cruz da Ordem da Coroa da Tailândia